# Puerto Alegría (Kolumbien)
Puerto Alegría ist ein nicht-kommunalisiertes Gebiet im Departement Amazonas in Kolumbien. Es wird von 1277 Einwohnern bewohnt. Es liegt auf 120 Metern über dem Meeresspiegel.

## Vorschlag für die Einrichtung einer Verbandsgemeinde
Seit mehreren Jahren gibt es einen Vorschlag zur Schaffung einer Verbandsgemeinde im Departement Amazonas aus den nicht-kommunalisierten Gebieten von El Encanto, La Chorrera, Puerto Alegría und Puerto Arica.